# Lycium megacarpum
Lycium megacarpum är en potatisväxtart som beskrevs av Ira Loren Wiggins. Lycium megacarpum ingår i släktet bocktörnen, och familjen potatisväxter. Inga underarter finns listade i Catalogue of Life.